# Clydesdale Bank
La Clydesdale Bank PLC, fondée à Glasgow en 1838, est une banque britannique. C'était une filiale de la National Australia Bank jusqu'en 2016,.

## Billets de banque
Comme la Bank of Scotland, et la Royal Bank of Scotland, cette banque est autorisée à diffuser ses propres billets de banque, valables uniquement en Écosse.

## Présidents
- David Nickson, de 1981 à 1989.